# Topličica (żupania krapińsko-zagorska)
Topličica – wieś w Chorwacji, w żupanii krapińsko-zagorskiej, w gminie Budinščina. W 2011 roku liczyła 159 mieszkańców.